# Sonic Blast Man
Sonic Blast Man (ソニックブラストマン?, Sonikku Burasuto Man) è un videogioco arcade di genere picchiaduro sviluppato e pubblicato da Taito nel 1991, il quale venne convertito un anno dopo (nel 1992) per Super Nintendo Entertainment System.
Il titolo ricevette un sequel per la medesime piattaforme: Real Puncher per arcade e Sonic Blast Man II per lo SNES.

## Modalità di gioco

### Versione arcade
L'originale da sala giochi consiste semplicemente nel colpire nemici e bersagli. Per vincere una delle cinque principali fasi, progressivi in termini di difficoltà, ogni bersaglio ha un determinato numero di tonnellate e di resistenza, le quali, una volta esaurite verranno sconfitti. Il cabinato prevede un paio di indossabili guanti da boxe e un punch pad meccanico che si alza quando è il momento di attaccare. L'utente dovrà colpire il pad abbastanza forte da infliggere danni. Sono consentiti solo tre colpi.
Come accennato Sonic Blast Man è costituito da cinque fasi. All'interno di ogni fase, ci sono scenari abbastanza tipici che la maggior parte dei supereroi incontra:
- Una donna aggredita da un delinquente.
- Una carrozzina viene spinta accidentalmente in mezzo all'autostrada e presto un camion la investe.
- Un gruppo armato ha preso il controllo di un edificio che ora è il centro delle operazioni.
- Un granchio meccanico gigante sta terrorizzando una nave da crociera.
- Un asteroide è destinato a schiantarsi sulla Terra.

### Versione SNES
Questa versione per la console di casa Nintendo è un picchiaduro a scorrimento, rivolto solo ad unico giocatore. La trama vede Sonic Blast Man salvare la Terra da diversi tipi di forze del male, da bande di strada e terroristi, ad alieni e robot e, infine, un clone malvagio di se stesso sotto il nome di "Heavy Blast Man".
Come in ogni picchiaduro, il gioco consiste nello sconfiggere i nemici sullo schermo prima di proseguire nel livello. Il protagonista può anche colpire, saltare e afferrare i suoi nemici. Usa inoltre un attacco speciale che colpisce qualsiasi nemico nelle vicinanze, ma lo stordisce temporaneamente. Un'altra caratteristica particolare è il modo in cui egli trattiene i suoi nemici: quando si avvicina a loro, è in grado di afferrarli per scuoterli e respingerli, oppure sferrare una serie di pugni. Tuttavia, se li colpisce ripetutamente, alla fine li tratterà, in modo da poterli far esplodere con un'onda sonora, colpirli con un pugno vorticoso o lanciarli all'indietro. Tutti questi effetti di lancio dipendono dalla direzione in cui viene premuto il tasto direzionale quando si preme il pulsante del pugno. Il suo attacco (limitato) più potente è il D. Punch, che deve essere caricato con un determinato pulsante, che può essere scaricato.
I livelli bonus sono un adattamento della versione arcade. La differenza principale è che, poiché non è presente un punch pad, il giocatore deve caricare la forza ruotando ripetutamente il joystick.

## Controversie
Nel 1996 Taito raggiunse un accordo legale con la Consumer Product Safety Commission per la somma di 50 000 dollari in seguito a numerosi incidenti che hanno coinvolto una settantina di giovani videogiocatori, dopo aver volontariamente ritirato il cabinato dalle sale giochi statunitensi nel marzo del 1995.

## Camei
L'eponimo protagonista compare come personaggio giocante in Puzzle Bobble 3.